# Arsen Berberian
Arsen Berberian (armenisch Արսեն Բերբերյան; * als Petros Garnik Berberian, Պետրոս Գառնիկ Բերբերյան. am 25. Oktober 1937 in Alexandria, Ägypten; † 16. November 2013) war ein Erzbischof der Armenischen Apostolischen Kirche.
Er wurde in Alexandria in Ägypten geboren und besuchte das Armenische Haigazian-College in Alexandria. 1947 wanderte seine Familie nach Gjumri in Armenien aus. 1955 trat er in das  Geworkian-Seminar in Etschmiadsin ein. Nach seinem Abschluss 1960 absolvierte er bis 1962 ein Aufbaustudium am Geistlichen Seminar von Moskau in Sagorsk. 1962 empfing er die Priesterweihe und nahm den Namen Arsen an. Nach seiner Promotion 1963 wurde er zum Archimandrit (Wardapet) ernannt. 1967 besuchte er eine Weiterbildung beim Ökumenischen Rat der Kirchen in Genf. Ein PhD-Studium am King’s College (London) von 1968 bis 1973 beendete er mit der Dissertation The relations of Armenian people with Anglican Church in 1850–1905. Parallel studierte er an der Musical Academy of King’s College und war als Priester in London tätig. Nach seiner Rückkehr nach Armenien wurde er 1972 zum Senior-Archimandriten (Tsajragujn Wardapet) ernannt.
1972 wurde er von Wasgen I., dem Obersten Patriarchen und Katholikos aller Armenier, zum Bischof ernannt. Er wurde  mit der Leitung der Auslandsabteilung betraut und war Kanzler am Sitz des Patriarchen (1973–1982). Bis 1985 war er Vikar der Diözese Ararat in Jerewan.
In Schweden war er von 1985 bis 1988 als Bischof für die Armenische Kirche tätig. Zudem nahm er verschiedene internationale Mandate wahr, ab 1988 verschiedene Aufgaben in Armenien. Von 1998 bis 1999 war er Direktor des Pressebüros, von 2000 bis 2005 Direktor von TV Jerewan.